# Remember a Day
«Remember a Day» es una canción grabada por Pink Floyd para el álbum A Saucerful of Secrets (1968), escrita y cantada por Rick Wright. Fue interpretada por Pink Floyd en vivo una sola vez. En septiembre de 2008  David Gilmour la interpretó en memoria de Wright, que había fallecido recientemente de cáncer

## Descripción
Andrew King, el mánager de Pink Floyd, ha señalado: "Recuerdo De Lane Lea... hicimos Vegetable Man ahí... y Remember a Day, en la que Syd hace un solo de guitarra".
Durante las sesiones de la canción el baterista Nick Mason no pudo encontrar una correcta base rítmica para esta canción. El productor Norman Smith, sin embargo, se dio cuenta de lo que quería y tocó la batería él mismo. 
El lanzamiento del sencillo en EE. UU. contiene versiones editadas en monoaural de las dos canciones. Este sencillo nunca fue distribuido en Reino Unido.

## Citas
Aprendí solo y mi único grupo era Pink Floyd. No fui incluido en 'Corporal Clegg' pero si estuve en otra pista escrita por Richard Wright. Olvido el título pero tenía una steel guitar en el fondo. Han surgido complicaciones con respecto al LP pero ahora esta casi terminado y debería ser lanzado por EMI en pocos meses. Ahora paso la mayor parte de mi tiempo escribiendo. - Syd Barrett 1968

## Interpretación en 2008

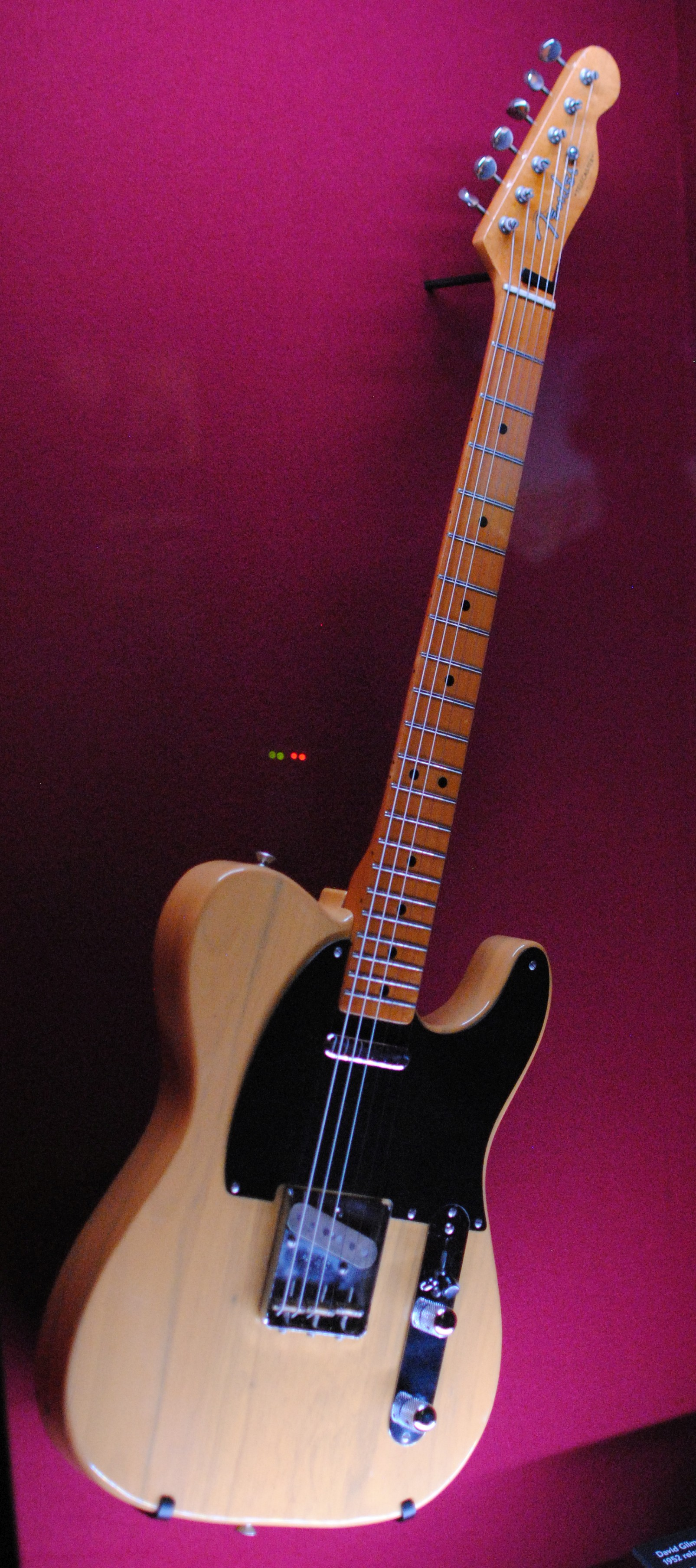
Guitarra con la que Gilmour interpretó la canción en el programa de Jools Holland, una Fender Tellecaster 52v, relanzamiento de 1982 de la original de 1952

El 23 de septiembre de 2008, David Gilmour interpretó la canción en vivo en el programa "Later... with Jools Holland" en BBC Two como un tributo a Richard Wright, quien había fallecido ocho días antes. En una entrevista en el show, Gilmour había dicho que Wright estaba dispuesto a tocar con él ese día, pero le había mandado un mensaje SMS tres semanas antes de su muerte para decirle que no estaría suficientemente bien para asistir. Esta fue la primera interpretación en vivo de esta canción por cualquier miembro de la banda (aunque no participó ninguno de los músicos que grabó la canción originalmente). La banda de Gilmour estaba integrada por Phil Manzanera, Guy Pratt, Jon Carin y Steve DiStanislao.

## Intérpretes originales
- Richard Wright - piano, órgano Farfisa, voz principal, voz de acompañamiento
- Syd Barrett - guitarra eléctrica, guitarra steel
- Roger Waters - bajo
- Norman Smith - batería